# Marcos Tavares
Marcos Magno Morales Tavares (ur. 30 marca 1984 w Porto Alegre) – brazylijski piłkarz grający na pozycji napastnika w Mariborze.
16 września 2013 roku otrzymał słoweńskie obywatelstwo. Jest najlepszym strzelcem w historii Mariboru ze 119 golami we wszystkich rozgrywkach.

## Kariera klubowa

### Wczesne lata
Swoje pierwsze kroki w futbolu Tavares stawiał tak, jak to się często dzieje w Brazylii, na ulicach. Przed wejściem do profesjonalnej piłki przebił się jeszcze przez młodzieżowe sekcje Grêmio i Internacionalu.
W 2002 roku przeniósł się do Malezji, aby szybko znaleźć zatrudnienie. Został piłkarzem Kedah FA, ale już po roku powrócił do Brazylii, by zagrać w Athletico Paranaense. Potem zdecydował się jednak kontynuować karierę w swoim poprzednim klubie, którego został też najlepszym strzelcem w sezonie 2003/04 z 25 golami.
Po półtora roku gry w Kedah został dostrzeżony przez Assisa, który najpierw wziął go do Grêmio, a potem Porto Alegre. W obu klubach strzelił kilka goli, ale niczym specjalnym nie zachwycił. Zdecydował się więc na przeprowadzkę do Europy.

### APOEL
Assis pomógł Tavaresowi znaleźć odpowiedni dla niego klub w Europie i tak oto w 2007 roku podpisał on kontrakt z APOEL-em. W tym zespole zdołał zdobyć kilka goli w Pucharze Cypru, ale w Cypryjskiej Pierwszej Lidze zagrał tylko w czterech spotkaniach. W styczniu 2008 roku rozstał się z klubem za porozumieniem stron.

### Maribor
Podczas pobytu na Cyprze Tavares poznał Niltona Fernandesa, który zapoznał go ze Zlatko Zahoviciem, dyrektorem sportowym Mariboru. Sezon w Słowenii już się zbliżał, Brazylijczyk przeszedł bardzo szybko testy i ostatecznie podpisał kontrakt z nowym zespołem.
Napastnik szybko stał się ulubieńcem kibiców. W sezonie 2008/09 był już najlepszym w swoim zespole i drugim najlepszym w PrvaLidze strzelcem, jego drużyna zdobyła mistrzostwo kraju, on uznany został za najlepszego piłkarza sezonu, strzelając w nim 15 goli. Został również wybranym na najlepszego zagranicznego piłkarza 2008.
Kolejny sezon był dla Brazylijczyka równie dobry. W lidze strzelił 10 goli w 35 meczach, do tego dorzucił jeszcze 7 asyst. Ponadto dorzucił jeszcze 5 goli w 5 meczach Pucharu Słowenii, który wygrała jego drużyna. W październiku 2009 roku został też kapitanem swojego zespołu.
We wrześniu 2010 podpisał nowy kontrakt, który miał obowiązywać do końca sezonu 2012/13. W sezonie 2010/11 został królem strzelców ligi, zdobywając 16 goli i wygrywając ją. Do tego dorzucił jeszcze aż 15 asyst. Został za to wybrany za najlepszego piłkarza ligi zarówno przez kibiców, jak i media. Kibice Mariboru wybrali go dodatkowo najlepszym piłkarzem swojego klubu.
18 lipca 2012 w meczu przeciwko FK Željezničar strzelił swojego dziesiątego gola we wszystkich rozgrywkach UEFA w barwach Mariboru, stając się tym samym najskuteczniejszym piłkarzem słoweńskiego klubu w rozgrywkach europejskich w historii.
W sierpniu 2012 podpisał nowy pięcioletni kontakt.
Od tego czasu Tavares dorzucił kilka goli w europejskich pucharach. Strzelał przeciwko m.in. Panathinaikosowi czy SS Lazio. Najważniejszym dla niego golem był jednak ten strzelony 31 lipca 2013 w eliminacjach Ligi Mistrzów przeciwko swojemu byłemu klubowi, APOEL-owi.
26 kwietnia 2014 strzelając gola w meczu z FC Koper, trafił swojego 117 gola w ligowych rozgrywkach, równając się tym samym pod względem ilości goli z klubową legendą, Branko Horjakiem. Rekord ten pobił jednak kolejkę później, strzelając dwa gole w wygranym 4:0 meczu z NK Krka.
26 sierpnia 2014 roku strzelił w 75. minucie gola w meczu Celtikiem Glasgow w play-offach eliminacji Ligi Mistrzów. Trafienie to dało Mariborowi pierwszy od 1999 awans do fazy grupowej tych elitarnych rozgrywek.

## Osiągnięcia
Kedah FA
- Malaysia Premier League (1): 2005-06

APOEL
- Puchar Cypru (1): 2007-2008

Maribor
- PrvaLiga (5): 2008–09, 2010–11, 2011–12, 2012–13, 2013–14
- Puchar Słowenii (3): 2009–10, 2011–12, 2012–13
- Superpuchar Słowenii (4): 2009, 2012, 2013, 2014

## Odznaczenia
- Medal za Zasługi (Słowenia, 2023)[9]